# Lee Heung-sil
Lee Heung-sil (28 de maio de 1961) é um ex-futebolista profissional e treinador coreano, que atuava como meia.

## Carreira
Lee Heung-sil fez parte do elenco da Seleção Coreana de Futebol da Copa do Mundo de 1990 